# Бокс на играх стран БРИКС 2024
Соревнования по боксу на Играх стран БРИКС 2024 года прошли 19-22 июня в Универсальном спортивном комплексе «Центр бокса и настольного тенниса». В соревнованиях приняли участие 156 спортсменов, которые разыграли 25 комплектов наград (13 у мужчин и 12 у женщин).

## Медалисты

### Мужчины
| Весовая категория | Золото                               | Серебро                             | Бронза                                                               |
| ----------------- | ------------------------------------ | ----------------------------------- | -------------------------------------------------------------------- |
| до 48 кг          | Володя Мнацаканян · Россия           | Шордийорджон Мелкузиев · Узбекистан | Турал Сарыев · Азербайджан Асылбек Аманкул · Кыргызстан              |
| до 51 кг          | Баир Батлаев · Россия                | Андрас Кова · Венесуэла             | Асилбек Жалилов · Узбекистан Бекзат Эргешов · Кыргызстан             |
| до 54 кг          | Максим Кузнецов · Россия             | Шахзод Музафаров · Узбекистан       | Денис Солоцких · Беларусь Адилет Качкынбеков · Кыргызстан            |
| до 57 кг          | Андрей Пегливанян · Россия           | Худонайзар Файзов · Узбекистан      | Максим Паньков · Беларусь Санжай Сайдакматов · Кыргызстан            |
| до 60 кг          | Герман Арджения · Республика Абхазия | Дилшод Абдумуродов · Узбекистан     | Аршак Товмасян · Россия Мохамед Алжнеби · ОАЭ                        |
| до 63,5 кг        | Илья Попов · Россия                  | Вадим Волчёк · Беларусь             | Юбулайиму Мамути · Китай Адхамжон Мухиддинов · Узбекистан            |
| до 67 кг          | Шавкатжон Болтаев · Узбекистан       | Карен Соловьёв · Россия             | Наби Искендеров · Азербайджан Гурам Гагиев · Южная Осетия            |
| до 71 кг          | Хавасбек Ассадулаев · Узбекистан     | Сергей Колденков · Россия           | Йердавуилети Майиланбиеке · Китай Абдыжапар Уулу Сыргак · Кыргызстан |
| до 75 кг          | Сергей Сергеев · Россия              | Жавохир Умматалиев · Узбекистан     | Миршариф Казымзаде · Азербайджан Исломбек Тургунов · Кыргызстан      |
| до 80 кг          | Бешто Шавлаев · Россия               | Турабек Хабибуллаев · Узбекистан    | Халимулати Рехеманду · Китай Алексей Коктиков · Беларусь             |
| до 86 кг          | Вадим Щеблыкин · Россия              | Сеид Сеидов Азербайджан             | Шохжахон Абдуллаев · Узбекистан Мухаммед Дурсунов · Кыргызстан       |
| до 92 кг          | Мадияр Суидрахимов · Узбекистан      | Рамазан Ханапиев · Россия           | Ватан Гусейнли · Азербайджан Парвиз Каримов · Таджикистан            |
| свыше 92 кг       | Баходир Жалолов · Узбекистан         | Владислав Смягликов · Беларусь      | Арсен Джиоев · Южная Осетия Давид Суров · Россия                     |

### Женщины
| Весовая категория | Золото                       | Серебро                       | Бронза                                                        |
| ----------------- | ---------------------------- | ----------------------------- | ------------------------------------------------------------- |
| до 48 кг          | Минакши · Индия              | Абдулла Жавахер · ОАЭ         | Милана Фомина · Беларусь Лия Патлай · Россия                  |
| до 50 кг          | Анамика · Индия              | Матхиба Тандолветху · ЮАР     | Яна Бурим · Беларусь Гелюса Галиева · Россия                  |
| до 52 кг          | Анна Аэдма · Россия          | Джйоти · Индия                | Анелисва Нкубе Тандоенкози · ЮАР Феруза Казакова · Узбекистан |
| до 54 кг          | Нигина Уктамова · Узбекистан | Татьяна Трушкина · Беларусь   | Беата Аршба · Республика Абхазия Наталья Самохина · Россия    |
| до 57 кг          | Людмила Воронцова · Россия   | Сакши · Индия                 | Ситора Турдибекова · Узбекистан Марина Мулярчик · Беларусь    |
| до 60 кг          | Надежда Голубева · Россия    | Маниша · Индия                | Алла Ивашкевич · Беларусь Ожеда Крисанди Риос · Венесуэла     |
| до 63 кг          | Алина Пушкарь · Россия       | Вангджинвен · Китай           | Прачи · Индия Дилфуза Бекова · Узбекистан                     |
| до 66 кг          | Азалия Аминева · Россия      | Абудуарисити Аилидана · Китай | Алмуршиди Рахмах · ОАЭ Бамбория Манжу · Индия                 |
| до 70 кг          | Ли Шу · Китай                | Людмила Котлярова · Россия    | Лалита · Индия Мавлуда Мовлонова · Узбекистан                 |
| до 75 кг          | Елена Гапешина · Россия      | Азиза Зокирова · Узбекистан   | Рани Пуджа · Индия Кайди Гевара · Венесуэла                   |
| до 81 кг          | Салтанат Меденова · Россия   | Лу Женг · Китай               | Виктория Кебикова · Беларусь Олтиной Сотимбаева · Узбекистан  |
| свыше 81 кг       | Ксения Олифиренко · Россия   | Жан Илиан · Китай             | Лаззат Куйгенбаева · Казахстан Нупур · Индия                  |